# KL118
KL118 (najprej poimenovan Warisan Merdeka, dobesedno »dediščina samostojnosti«) je 630 m visok nebotičnik, ki ga gradijo v mestu Kuala Lumpur, Malezija. Nebotičnik bo imel 118 nadstropij in bo višji od Petronasovih dvojčkov.  Imel bo 400.000 m² stanovanjskih in poslovnih površin.

## Sklcic
1. ↑  http://skyscrapercenter.com/building/kl118-tower/10115
2. ↑  »Merdeka 118, Menara Ke-2 Tertinggi Di Dunia Bakal Siap Tahun 2021. Tak Sabar!«. LIBUR. Pridobljeno 27. novembra 2020.
3. ↑  »KL118 Tower - The Skyscraper Center«. skyscrapercenter.com.
4. ↑  »Merdeka PNB118 - The Skyscraper Center«. www.skyscrapercenter.com. Pridobljeno 15. avgusta 2020.
5. ↑  »Warisan Merdeka, Kuala Lumpur - Building 1221285 - EMPORIS«. Emporis. Pridobljeno 31. avgusta 2014.
6. ↑  http://www.nst.com.my/business/todayspaper/mncs-keen-on-warisan-merdeka-move-1.593967
7. ↑  »arhivska kopija«. Arhivirano iz prvotnega spletišča dne 22. junija 2020. Pridobljeno 30. aprila 2015.